# Hang Tà Búng
Hang Tà Búng hay Hang Ta Búng là hang dạng karst ở bản Trạm Hốc xã Chiềng On huyện Yên Châu tỉnh Sơn La, Việt Nam .
Người Thái gọi hang này là Thẩm Búa Nặm có nghĩa là "hang vũng nước".

## Vị trí
Có hai đường từ quốc lộ 6 đến vùng hang.
Từ ngã ba Cò Nòi (xã Cò Nòi) trên quốc lộ 6 rẽ phải theo đường tỉnh 104 đi phía nam khoảng 25 km là tới bản Trạm Hốc xã Chiềng On. Từ bản này rẽ phải 700m là tới hang .
Từ ngã ba Tà Làng trên quốc lộ 6 ở bản Tà Làng Thấp xã Tú Nang huyện Yên Châu, đi theo đường tỉnh 103 đi khoảng 35 km đến ngã ba Cò Chia xã Yên Sơn thì rẽ hướng tây nam theo đường liên huyện tới bản Trạm Hốc. Từ miền xuôi lên thì đi đường này ngắn hơn nhưng có thể khó đi hơn.